# آدریان پتیگرو
آدریان پتیگرو (انگلیسی: Adrian Pettigrew؛ زادهٔ ۱۲ نوامبر ۱۹۸۶) بازیکن فوتبال اهل بریتانیا است.
از باشگاه‌هایی که در آن بازی کرده‌است می‌توان به باشگاه فوتبال روترهام یونایتد، باشگاه فوتبال چلسی، باشگاه فوتبال سادبوری، باشگاه فوتبال برنتفورد، باشگاه فوتبال چزنت، و باشگاه فوتبال وایکام واندررز اشاره کرد.
وی همچنین در تیم‌های ملی فوتبال England national under-16 football team و زیر ۱۷ سال انگلستان بازی کرده‌است.